# Záře nad pohanstvem
Záře nad pohanstvem je román Josefa Lindy, vydaný v roce v roce 1818 v době působení jungmannovské generace. Dílo nese plný titul Záře nad pohanstvem nebo Václav a Boleslav a podtitul „Vyobrazení z dávnověkosti vlastenecké“. Již titulem je tu naznačen hierarchický rozdíl mezi literaturou lidovou a dílem s dominantní básnickou funkcí. Užití metaforického slova Záře v názvu se stává velmi pozoruhodným, jelikož představuje záhadu, která je objasněna až v průběhu děje. Podtitul ukazuje Lindův záměr se nesoustředit tolik na samotný příběh, ale spíše zobrazit starší české dějiny jako celistvé s kontextem vnějšího světa.

## Dějová kompozice
Celý děj je zasazen do 10. století našeho letopočtu. Základními tematickými perspektivami díla jsou křesťanství a pohanství představované a reprezentované Václavem a Boleslavem, jejich vzájemný konflikt, následná Václavova smrt a konečné vítězství křesťanství. Dílo je rozčleněno do sedmi kapitol.
První kapitola zachycuje jeden den života pohanských slovanských obyvatel při slavnostech boha Svantovíta. Čtenář se seznamuje s pohanskou vírou, tradicemi a rituály. Kapitola zachycuje dění tak, aby do popředí vystupoval detail krajiny, časové proměny a promluvy postav. Druhá kapitola je pak evokací křesťanského prostředí na Vyšehradě, kde sídlí Václav. Začíná se zde uplatňovat kontext jednotlivých postav a také rozvíjení děje. Třetí kapitola opět velmi podrobně líčí prostředí tábora pohanského, kde Boleslav nalézá oporu pro svůj boj, který chápe jako vlasteneckou povinnost. Čtvrtá kapitola slouží znovu především k vyobrazení křesťanského prostředí na Vyšehradě a Václava jako spravedlivého soudce a knížete.
Následující kapitoly se již odklánějí od popisu jednotlivých prostředí a líčí okolnosti a průběh staroboleslavské tragédie, jež se rozvíjí několika příběhy. Poslední kapitola přináší vyvrcholení dramatu a vrací čtenáře k základnímu konfliktu pohanství a křesťanství, neboť křesťanská idea si podmaňuje Boleslava, který ve jménu pohanství zabije svého vlastního bratra Václava.

## Interpretace a přijetí
Téma svatováclavské a drama staroboleslavské mělo již v době vydání Záře svou literární tradici. Hlavní inspirací byly především dějepisná díla a kroniky, obzvláště pak Kronika česká od Václava Hálka z Libočan. Linda čerpal z Hájkova vypravování, které mu bylo svodem materiálových poznatků, zatímco v celém zpracování a pojetí se podřídil svým uměleckým záměrům. Pro Lindu byla rozhodující srážka dvou ideologických světů, kladl důraz na vyniknutí osobitosti slovanského světa pohanského v konfliktu s křesťanstvím.
Evokací dávné minulosti s důrazem na vysokou slovesnou kulturu navázal Linda na evropský literární preromantismus. V době vzniku nebyla dílu přikládána příliš velká hodnota, dnes však bývá označováno za významné dílo české prozaické literatury, jelikož se jedná o první samostatný díl novočeské básnické prózy a jeho určité prostředky se staly majetkem české literatury a ozývají se, byť i ve změněném významu, opět později, a to především v Máchově díle. Někdy bývá označována za první původní český román nebo za první původní českou historickou povídku.